# Otilia Lux
Otilia Lux de Cotí (Santa Cruz del Quiché, 1949) is een Guatemalteeks activiste en politica. Lux is een K'iche'-Maya.
Lux was lid van de Historische Ophelderingscommissie die de mensenrechtenschendingen gedurende de Guatemalteekse Burgeroorlog (1960-1986) onderzocht. Ze was minister van cultuur en sport onder president Alfonso Portillo. Lux was lid van het Permanent Forum voor Inheemse Volkeren van de Verenigde Naties en zat van 2004 tot 2007 in het uitvoerend lichaam van de UNESCO.
In 2007 werd zij voor de partij Ontmoeting voor Guatemala (EG) in het Congres van de Republiek gekozen.